# Bataille d'Alerheim
Pour les articles homonymes, voir Bataille de Nördlingen.
Guerre de Trente Ans
Batailles
La bataille d'Alerheim, aussi appelée seconde bataille de Nördlingen (ou Norlingue), épisode de la guerre de Trente Ans, a eu lieu le jeudi 3 août 1645 entre les forces du Saint-Empire et la France. Elle est gagnée par les Français.

## Contexte
Bien que les pourparlers de paix débutent à Münster dès le mois d'août 1644 entre les belligérants, les combats se poursuivent, chaque protagoniste cherchant à obtenir un avantage « monnayable » dans le cadre des négociations. Alors que les Français occupent l'Alsace en août 1644 après la bataille de Fribourg, les troupes de la Bavière et de l'Empire s'efforcent une fois de plus de retourner la situation à leur avantage. Elles défont l'armée française commandée par Henri de Turenne à la bataille de Mergentheim le 5 mai 1645, ce qui a pour conséquence de pousser les Français à prendre leur revanche.

## Déroulement
L'armée de Bavière, menée par le maréchal Franz von Mercy, est stationnée autour du village d'Alerheim, près de Nördlingen en Souabe. Elle est attaquée par l'armée française commandée par Louis II de Bourbon, duc d'Enghien, plus tard le Grand Condé, et Henri de La Tour d'Auvergne, vicomte de Turenne. 
La bataille d'Alerheim qui oppose ainsi les armées de la France d'une part, de la Bavière et de l'Empire d'autre part, est l’une des plus meurtrières de la guerre. Elle dure du début de l'après-midi jusqu'à la nuit et fait environ 8 000 morts et blessés, 4 000 de chaque côté environ. Mercy commande le centre de l'armée bavaroise, l'aile droite étant dirigée par le général Glesne (von Geleen, commandant l'armée impériale) et la gauche par le général Jean de Werth. Condé a quant à lui confié l'aile gauche de l'armée française à Turenne, le centre au comte de Marsin et l'aile droite au duc de Gramont. Au centre, les combats sont terribles et Condé vient prendre en personne le commandement lorsque Marsin est grièvement blessé. La mort du maréchal von Mercy, frappé par une balle de mousquet, fait tourner le cours de la bataille, les Bavarois se retranchant dans le village d'Alerheim. Condé porte alors ses troupes, qui ont beaucoup souffert, à l'aide de celles de Turenne et leurs forces réunies mettent en déroute la droite de l'armée adverse : le général Glesne est capturé.
Mais pendant ce temps, sur l'autre aile, les Impériaux de Jean de Werth sont victorieux des Français et le duc Antoine III de Gramont est fait prisonnier. Cependant, en apprenant la mort du maréchal von Mercy, Jean de Werth donne l'ordre de se replier, alors qu'il aurait encore pu remporter la victoire, et les Français restent maîtres du champ de bataille. Condé fait rendre les honneurs funèbres au maréchal von Mercy, qui est enterré sur le champ de bataille. Glesne est plus tard échangé contre le maréchal de Grammont.

## Les suites
Cette victoire française, chèrement payée, ne fut pas décisive, car la France ne fut pas en mesure de l'exploiter en pénétrant bien plus avant en Bavière, ne s'emparant que de Wimpfen, Rothenbourg et Nördlingen. Elle est néanmoins un aiguillon pour accélérer les négociations de paix. Le village martyr d'Alerheim fut tellement dévasté que sa reconstruction ne fut menée à bien et terminée que 70 ans plus tard.
À la suite de la bataille, le camp bavarois épuisé a commencé des négociations de paix qui ont conduit à la trêve d'Ulm deux ans plus tard.

## Sources
- Adrien Pascal, M. Brahaut et François Sicard, Histoire de l'armée et de tous les régiments depuis les premiers temps de la monarchie française jusqu'à nos jours, Tome 2, p.33 à 38, lire en ligne.
- Plan de la bataille de Nördlingen, donnée le 3 août 1645 .